# Flavio Cianciarulo
Flavio Oscar Cianciarulo (Buenos Aires; 26 de julio de 1964), también conocido como Sr. Flavio, es un cantante, músico, compositor, escritor y productor de rock argentino. Es uno de los miembros fundadores, de la agrupación de rock, reggae y ska Los Fabulosos Cadillacs, desde su formación en 1985.

## Biografía
Cianciarulo nació en Buenos Aires en 1964, pero se crio en Mar del Plata. Su carrera como músico comienza en 1983 formando el grupo Mantra con Aníbal Rigozzi. En 1985 conoce a Gabriel Fernández Capello, Vicentico, a través de su hermana. Junto con él formó Cadillac '57, banda que mezclaba el estilo ska con el reggae. Se hicieron cada vez más conocidos y ya como Los Fabulosos Cadillacs, llegaron a editar quince discos de estudio.
En 1996, crea junto a un socio Resiste! Records, un sello ideado para la publicación de discos de bandas que las grandes compañías ignoraban. Bajo este sello se editaron dos discos en homenaje a The Clash, en los que participaron bandas del circuito underground argentino como Massacre, Superuva, Minoría Activa, Uaita, Los Cafres, Cienfuegos, Pez, 2 Minutos, entre otras.
En 1997, grabó junto a Ricardo Iorio el disco Peso argento, en el que combinaron elementos folclóricos y hardcore. En 2000, fue invitado a participar en un disco de Pappo, grabando dos temas para el álbum Pappo y amigos.
Antes del receso que se tomarían los Cadillacs en 2002, Flavio partió junto a su familia hacia Monterrey (México), para dedicarse a producir bandas y realizar conciertos de su banda "The Flavio Mandinga Proyect", formado por él y exintegrantes de Cadillacs. En 2003, formó junto a Gonzalo Franzioni e Iván Macchiavello el grupo Flavio Calaveralma Trío, una banda de estilo autodefinido como "rock-murga-afrotango powercriollo".
En 2006, fue editado en Argentina su primer libro, llamado Rocanrol: Canciones sin música, con prólogos de Adrián Dárgelos (cantante de Babasónicos) y Vicentico. El libro trata la música en cuentos cortos, con dibujos de su hijo Astor. En ese mismo año The Flavio Mandinga Project realizó nuevamente una gira por México y una de las presentaciones de esta fue en apoyo a la lucha pacífica del Subcomandante Marcos.
En abril de ese año, debutó también como conductor de radio con su propio programa, Sonidero Especial FM. En 2007, entrevistó en su programa, ya producido por él, a Vicentico, Manu Chao, Ricardo Iorio, Gamexane, a los integrantes de Pez, Carca y Adrián Dárgelos, entre otros. En septiembre de ese mismo año, The Flavio Mandinga Project presentó Supersaund 2012 en el Teatro de Colegiales. En 2008, condujo en Mar del Plata Radio Matador, un programa radial diario en FM Rock & Pop. En agosto Sonidelik y Zona de Obras publicaron The Dead Latinos, su primera novela.
Actualmente se encuentra trabajando en el proyecto de un nuevo grupo multinacional, llamado De la Tierra, junto con Andrés Giménez, de A.N.I.M.A.L. y D-Mente, Álex González, baterista de Maná, y Andreas Kisser, guitarrista de Sepultura. La idea surgió en el 2004, por Giménez y González y fue hasta el 2012 que Cianciarulo y Kisser se unieron al proyecto. Andreas Kisser fue quien propuso el nombre "De La Tierra".
A fines de agosto de 2015, editó "Sardinista! Ópera Rock Lo-Fi Atlántica", un álbum compuesto por veinticuatro canciones divididas en seis actos.
En 2017 se incorpora a Boom Boom Kid para la presentación de "Disco de Otoño" y se hace cargo del bajo para los discos venideros y las giras.

## Discografía

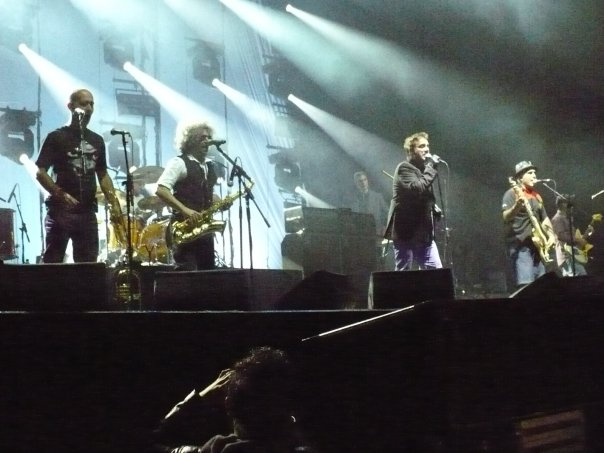
Cianciarulo junto a los demás integrantes de Los Fabulosos Cadillacs.

### Con Los Fabulosos Cadillacs
- Bares y fondas (1986)
- Yo te avisé!! (1987)
- El ritmo mundial (1988)
- El satánico Dr. Cadillac (1989)
- Volumen 5 (1990)
- El león (1992)
- Vasos Vacíos (1993)
- Rey azúcar (1995)
- Fabulosos Calavera (1997)
- La Marcha del Golazo Solitario (1999)
- La luz del ritmo (2008)
- El arte de la elegancia (2009)
- La salvación de Solo y Juan (2016)

### Con Iorio-Flavio
- Peso argento (1997)

### Como solista
- Flavio solo viejo y peludo (2001)
- Beat Zombie (EP, 2007)
- Holiday Inn-ferno sesiones (EP, 2008)
- Nueva Ola (2011)
- Nada Especial (2013)
- Sardinista! (2015)

### Con Flavio Calaveralma Trío
- El Marplatense (2003)

### Con The Flavio Mandinga Project
- Cachivache! (2004)
- Sonidero (2005)
- Supersaund 2012 (2007)

“The Flavio Mandinga Project” fue integrado por Flavio Cianciarulo en guitarra eléctrica, acústica y voz, Migue Gauna en teclados, Mati Brunel en Batería, Chelo Mocholo Quirós en Percusión, Nacho Mayans en Bajo y DJ Bochokemado, skratches, remixes.
Con Varios Éxitos Como:
- Agujeros
- Voy En Llamas
- Penita
- Muero Con Vos
- Malito

“Malito” de “The Flavio Mandinga Project” en el video contó con la actuación especial de Vicentico, Luciano Giugno y el ya fallecido Francisco Alibar Quiroz Pedreita (más conocido como Tito Quiróz, del joven escritor Washington Cucurto).

### Con Misterio
- Beat Zombie (2006)

### Con De La Tierra
- De La Tierra (2014)
- De La Tierra II (2016)

## Como productor artístico
- Tintoreros: Primate, 1996
- Espías Secretos
- Carne Gaucha: Carne Gaucha, 1995
- Massacre: Massacre Palestina (primer demo); Juguetes para olvidar, 1996
- Minoría Activa: Minoría Activa, 1997
- Los Rabanes: Los Rabanes All Star Vol.2, 1999
- Almafuerte: Del entorno, 1996
- La Berbena Popular: El canto que espanta la pena, 2001
- Panteón Rococó: Compañeros Musicales, 2002; 10 años, un Panteón muy vivo, 2005, Tres veces tres
- Chancho En Piedra: Desde el batiscafo, 2005
- Satélite Kingston: Algo tiene que pasar, 2006
- Álbum Verde (tributo reggae a The Beatles) (2004), fue el productor artístico de la canción «Because», reversionada por Satélite Kingston